# Jemníky (Mladá Boleslav)
Jemníky je část města Mladá Boleslav v okrese Mladá Boleslav. Nachází se asi 3 km na jihovýchod od  Mladé Boleslavi. Jemníky leží v katastrálním území Jemníky u Mladé Boleslavi o rozloze 2,07 km².

## Historie
První písemná zmínka o vesnici pochází z roku 1255.

## Obecní správa
V letech 1880–1910 k obci patřil Řepov.

## Společnost
Ve vsi Jemníky (tehdy samostatné vsi s 240 obyvateli, která se ale později stala součástí Mladé Boleslavi) byly v roce 1932 evidovány tyto živnosti a obchody: autodopravce, 3 hostince, 2 obchody se smíšeným zbožím, krejčí, výroba sodové vody, trafika, truhlář.